# Abaraeus curvidens
Abaraeus curvidens är en skalbaggsart som beskrevs av Aurivillius 1908. Abaraeus curvidens ingår i släktet Abaraeus och familjen långhorningar. Inga underarter finns listade i Catalogue of Life.